# Lijst van personen uit Vilvoorde
Dit is een alfabetische lijst van personen uit Vilvoorde. Het gaat om personen die zijn geboren of overleden in de Belgische plaats Vilvoorde.
- Nic Bal (1916-1999), verzetsstrijder, journalist, directeur-generaal van de BRT
- François Beukelaers, acteur
- Jean Bogaerts, wielrenner
- Martin Bollé, kunstenaar
- Danira Boukhriss, presentatrice
- Henriëtte Calais, kunstschilderes, beeldhouwster en grafica
- Charles Cornette, acteur, theatermaker
- Willy Cortois , politicus
- Alexander De Croo, politicus van Open Vld en sinds 2020 premier van België
- Danny De Raymaeker, bankier
- Danny Devos, kunstenaar
- Roger De Wulf, politicus
- Nils Duerinck, atleet
- Pascal Duquenne, acteur
- Bilall Fallah, regisseur
- Joris Gerits, auteur
- Francis Heylighen, wetenschapper
- Etienne Heyse, kanunnik
- Giannelli Imbula, Frans-Congolees voetballer
- Ariël Jacobs, voetbaltrainer
- Amelie Lens (1990), dj en muziekproducente
- Ken Leemans, voetballer
- Frans Pirrhijn, beeldend kunstenaar
- Marcel Poot, musicus
- Rik Poot, beeldhouwer
- Jan Frans Portaels, oriëntalistisch schilder en pedagoog
- Chris Selleslagh, burgemeester van Grimbergen
- Stijn Stroobants, hoogspringer
- Jean Trappeniers, oud-voetballer
- Willy Vanden Berghen, wielrenner (1939-2022)
- Karel Van Eycken, componist
- Jean-Claude Van Rode (1951-2023), vakbondsleider, rechter en politicus
- Alison Van Uytvanck, tennisster
- Danny Verbiest (1945-2025), geestelijke vader, poppenspeler en stemacteur van Samson
- Hanna Verboom, Belgisch-Nederlands actrice en presentatrice
- Sonja Vermeylen, tweevoudig Belgisch kampioen wielrennen
- Hugo Weckx (1935-2024), politicus
- Vanya Wellens, actrice
- Veronique Branquinho, modeontwerpster

## Overleden
- Jancko Douwama, Fries vrijheidsvechter die na tien jaar in het kasteel van Vilvoorde opgesloten te hebben gezeten daar in 1533 overleed
- William Tyndale, Engels protestant, verzorgde de eerste volledige Engelse Bijbelvertaling vanuit het Grieks en Hebreeuws, in 1536 geëxecuteerd in het kasteel van Vilvoorde
- Jan van Batenburg, in 1538 in Vilvoorde op de brandstapel ter dood gebracht.
- Jan van Casembroot, in 1568 onthoofd in Vilvoorde
- Jacob van den Eynde, landsadvocaat van Holland in 1570 in gevangenschap in het kasteel van Vilvoorde overleden
- Lomme Driessens, wielrenner en ploegleider
- Jan Baptista van Helmont, alchemist, fysioloog en arts
- Joannes Nolet de Brauwere van Steeland, dichter

Brussel:
Anderlecht
Brussels Hoofdstedelijk Gewest · 
Etterbeek · 
Ukkel

Vlaanderen:
Aalst · 
Antwerpen · 
Brugge ·
Geel · 
Genk · 
Gent · 
Hasselt ·  
Ieper · 
Kortrijk · 
Leuven · 
Lichtervelde · 
Lier · 
Lokeren · 
Mechelen · 
Oostende · 
Oudenaarde · 
Poperinge · 
Roeselare ·
Sint-Niklaas ·  
Sint-Truiden · 
Tienen · 
Tongeren · 
Turnhout · 
Vilvoorde

Wallonië: 
Aarlen · 
Charleroi ·  
Doornik ·  
Luik · 
Moeskroen ·  
Namen · 
Verviers · 
Waver